# Cucut capgrís
El cucut capgrís (Coccyzus lansbergi) és una espècie d'ocell de la família dels cucúlids (Cuculidae) que habita boscos de l'oest i nord de Colòmbia, i oest i nord de Veneçuela.